# Wybory parlamentarne w Burundi w 1993 roku
Wybory parlamentarne w Burundi w 1993 roku – pierwsze od 1965 roku wolne i demokratyczne wybory parlamentarne w Burundi, przeprowadzone 29 czerwca 1993 roku, zakończone całkowitym zwycięstwem opozycyjnej partii FRODEBU.

## Tło społeczno-historyczne
Podobnie jak w przypadku sąsiedniej Rwandy brzemienny wpływ na losy niepodległego Burundi wywarł narastający antagonizm pomiędzy zajmującą tradycyjnie wyższą pozycję społeczną mniejszością Tutsi a dominującymi liczebnie Hutu. O ile jednak w Rwandzie krwawe powstanie ludowe doprowadziło do obalenia tamtejszej monarchii Tutsi i utworzenia całkowicie zdominowanej przez Hutu republiki (1959–1962), o tyle Burundi rozpoczęło niepodległy byt jako monarchia konstytucyjna, w której duże wpływy zachowali Tutsi. Nieudany zamach stanu, przeprowadzony przez grupę oficerów Hutu w październiku 1965, umożliwił zdominowanej przez Tutsi armii przejęcie kontroli nad państwem. Dominację Tutsi utwierdziło ostatecznie ludobójstwo elity społecznej Hutu, dokonane przez wojskowy reżim w 1972 roku. Przez kolejnych 16 lat władza, wpływy, przywileje i bogactwo były zastrzeżone wyłącznie dla przedstawicieli Tutsi, podczas gdy Hutu blokowano dostęp do edukacji oraz pozbawiano ich możliwości służby w strukturach militarnych lub pracy w administracji państwowej. Ponadto od 1966 roku w Burundi funkcjonował system jednopartyjny, w którym rolę monopartii odgrywała Partia Jedności i Postępu Narodowego Burundi (UPRONA).
W sierpniu 1988 w gminach Ntega i Marangara na północy kraju wybuchło spontaniczne powstanie Hutu, wywołane prowokacjami lokalnych urzędników Tutsi oraz obawami przed powtórzeniem się ludobójstwa z 1972 roku. W trakcie kilkudniowych zamieszek zostało zabitych kilkuset Tutsi, w tym liczne kobiety i dzieci. W odwecie rządowa armia zamordowała od 15 tys. do 30 tys. Hutu, a kolejnych 50 tys. zmusiła do ucieczki z kraju. Masakry w Ntega i Marangara wywołały oburzenie światowej opinii publicznej. W obawie przed międzynarodową izolacją oraz sankcjami ekonomicznymi prezydent Pierre Buyoya był zmuszony podjąć daleko idące reformy. Już w październiku 1988 roku utworzył Narodową Komisję do Zbadania Kwestii Jedności Narodowej – ciało o zrównoważonym składzie etnicznym, którego zadaniem miało być m.in. opracowanie rekomendacji służących budowie narodowej jedności. Powołał także nowy rząd, na którego czele stanął Adrien Sibomana, z pochodzenia Hutu. W rządzie Sibomany Hutu otrzymali dwanaście tek ministerialnych, na skutek czego po raz pierwszy od 1965 roku Burundi miało rząd, którego premier oraz połowa ministrów wywodzili się z Hutu. Na mocy referendum z lutego 1991 przyjęta została „Karta Jedności Narodowej”. Umożliwiono także większej liczbie Hutu podjęcie nauki w szkołach średnich i wyższych oraz zainicjowano działania mające na celu umożliwienie dobrowolnego powrotu burundyjskich uchodźców do ojczyzny.
Definitywny koniec „zimnej wojny” oraz rosnąca presja Zachodu na reformy demokratyczne i wolnorynkowe w państwach Afryki zmusiły niebawem prezydenta Buyoyę do kolejnych ustępstw wobec Hutu i opozycji politycznej. W efekcie mimo licznych trudności, krwawych starć na tle etnicznym jesienią 1991 oraz kilku prób zamachu stanu proces demokratyzacji postępował nieprzerwanie. Nowa konstytucja, przywracająca system wielopartyjny, uwzględniająca zasady trójpodziału władzy i rządów prawa, a także gwarantująca obywatelom podstawowe prawa człowieka uchwalona została 13 marca 1992. Systematycznie zwiększano udział Hutu w rządzie, administracji i w kierowniczych gremiach rządzącej partii UPRONA. Na początku 1993 roku Buyoya zapowiedział przeprowadzenie wolnych wyborów prezydenckich i parlamentarnych.

## Kampania wyborcza
W myśl artykułu 57 nowej konstytucji Burundi zabronione było tworzenie partii politycznych na podstawie kryterium przynależności etnicznej, religijnej, regionalnej lub płciowej. Z tego względu rywalizujące ugrupowania musiały szukać poparcia wśród przedstawicieli wszystkich grup etnicznych. Dotyczyło to w szczególności rządzącej od 1962 roku partii UPRONA, która usilnie starała się zerwać z dotychczasowym wizerunkiem partii reprezentującej interesy Tutsi. Prezydent Pierre Buyoya, będący oficjalnym kandydatem UPRONA w wyścigu prezydenckim, wraz ze swoją partią głosił energicznie hasło „narodowej jedności”. Władze podejmowały rozmaite wysiłki w celu zwiększenia poparcia Hutu dla rządzącej partii, m.in. poprzez darmowe przydziały nawozów sztucznych i materiałów budowlanych dla tzw. postępowych rolników. W 1991 roku stanowisko przewodniczącego UPRONA po raz pierwszy w historii objął Hutu (Nicolas Mayugi). Przedstawiciele tej grupy etnicznej zajęli także 40 miejsc w 81-osobowym Komitecie Centralnym UPRONA. Ponadto Hutu powierzono wiele eksponowanych stanowisk w gminnych i prowincjonalnych strukturach partyjnych. Owe gesty nie naruszały jednak interesów rządzącej elity Tutsi, stąd też nie przełożyły się na wzrost zaufania Hutu do Buyoyi i UPRONA.
Na przełomie lat 80. i 90. wyrazicielem aspiracji umiarkowanych Hutu stał się powstały w 1983 roku Front pour la Démocratie au Burundi (FRODEBU). W pierwszych latach swojego istnienia FRODEBU działał w konspiracji (jego legalizacja nastąpiła dopiero w lipcu 1992 roku). Przez długi czas uznawany był także za „partię intelektualistów”, oderwaną od problemów zwykłych Hutu. Z czasem wokół FRODEBU powstała jednak szeroka i sprawnie funkcjonująca koalicja, w której skład weszły m.in. liczne organizacje obrońców praw człowieka, związki zawodowe, a nawet organizacje i zrzeszenia powiązane z rozmaitymi kościołami chrześcijańskimi. FRODEBU odżegnywał się przy tym od wizerunku partii monoetnicznej, szukając poparcia także wśród Tutsi oraz wśród członków mniejszych grup etnicznych. Na czele FRODEBU stał Melchior Ndadaye, który był jednocześnie oficjalnym kandydatem tej partii na urząd prezydenta Burundi.
W wyborach parlamentarnych wzięły także udział cztery mniejsze ugrupowania polityczne:
- Parti de la Réconciliation des Personnes (PRP) – ugrupowanie opowiadające się za przywróceniem rządów monarchicznych, zdominowane przez Tutsi. W wyborach prezydenckich wystawiło własnego kandydata, Pierre’a-Clavera Sendegeyę (z pochodzenia Hutu).
- Rassemblement du peuple burundais (RPB) – ugrupowanie zdominowane przez Hutu; w wyborach prezydenckich poparło kandydaturę Melchiora Ndadaye.
- Parti du peuple (PP) – ugrupowanie zdominowane przez Hutu; w wyborach prezydenckich poparło kandydaturę Melchiora Ndadaye.
- Rassemblement démocratique pour le développement économique et social (RADDES) – ugrupowanie satelickie wobec UPRONA i zdominowane przez Tutsi. W wyborach prezydenckich poparło kandydaturę Pierre’a Buyoyi.

W trakcie kampanii wyborczej Buyoya i jego partia dysponowali wyraźnym wsparciem rządowych mediów. Na szczeblu lokalnym miały także miejsce przypadki zastraszania, aresztowania lub nawet fizycznej przemocy wobec działaczy FRODEBU. Niemniej kampanię wyborczą uznano za zasadniczo uczciwą i spokojną, chociażby ze względu na fakt, iż FRODEBU mogło działać swobodnie oraz bez przeszkód organizować spotkania i masowe wiece. Wśród akredytowanych w Burundi zagranicznych dziennikarzy i dyplomatów panowało przekonanie, iż mniej lub bardziej zdecydowanym zwycięzcą wyborów prezydenckich będzie urzędujący prezydent, podczas gdy w wyborach parlamentarnych zwycięży opozycyjne FRODEBU.

## Wyniki wyborów
W przeprowadzonych 1 czerwca 1993 roku wyborach prezydenckich zwyciężył Melchior Ndadaye. Uzyskał on poparcie ponad 65% głosujących, podczas gdy prezydent Buyoya uzyskał poparcie rzędu 33%
Wybory do Zgromadzenia Narodowego zostały przeprowadzone 29 czerwca 1993 roku. Ich wyniki przedstawiały się następująco: 
| Partia                                      | Głosy     | Procent | Miejsca w parlamencie |
| ------------------------------------------- | --------- | ------- | --------------------- |
| FRODEBU                                     | 1 532 106 | 72,58%  | 65                    |
| UPRONA                                      | 461 691   | 21,87%  | 16                    |
| RPB                                         | 35 932    | 1.70%   | 0                     |
| PRP                                         | 30 251    | 1,43%   | 0                     |
| RADDES                                      | 26 519    | 1,26%   | 0                     |
| PP                                          | 24 372    | 1,15%   | 0                     |
| Głosy nieważne                              | 45 788    | 2,12%   | –                     |
| Razem oddanych głosów                       | 2 156 659 | 100%    | 81                    |
| Liczba zarejestrowanych wyborców/frekwencja | 2 360 090 | 91,38%  | –                     |

Ze względu na minimalne poparcie uzyskane przez mniejsze ugrupowania oraz obowiązującą w burundyjskim systemie wyborczym metodę D’Hondta w Zgromadzeniu Narodowym zasiedli wyłącznie przedstawiciele FRODEBU (65) i UPRONA (16). W gronie nowo wybranych deputowanych znalazło się 69 Hutu i 12 Tutsi.
Zasadniczo większość wyborców Hutu oddała głos na FRODEBU, podczas gdy większość Tutsi poparła UPRONA – nie było to jednak absolutną regułą. Największe poparcie, sięgające odpowiednio 88,80% i 85,72%, FRODEBU uzyskało w prowincjach Cibitoke i Bubanza. Poparcie przekraczające 80% partia Ndadaye uzyskała również w prowincjach Karuzi i Ruyigi. Z kolei w prowincjach Bużumbura, Gitega, Kayanza, Kirundo, Makamba, Muyinga, Ngozi FRODEBU zdobył ponad 70% głosów; w prowincjach Bururi i Rutana – ponad 60% głosów; w prowincjach Miasto Bużumbura i Muramvya – ponad 50% głosów. W prowincji Cankuzo lista wyborcza FRODEBU nie została zarejestrowana, gdyż ministerstwo spraw wewnętrznych uznało, że ze względu na fakt, iż znajdują się na niej sami kandydaci Hutu, lista nie odzwierciedla „różnorodności burundyjskiego społeczeństwa” (zarejestrowano natomiast listę RADDES, mimo że widnieli na niej wyłącznie kandydaci Tutsi).

## Konsekwencje
Wyniki wyborów prezydenckich i parlamentarnych przeprowadzonych w Burundi w czerwcu 1993 stanowiły swoiste polityczne trzęsienie ziemi. Po 28 latach niepodzielnych rządów UPRONA reprezentującej wyłącznie interesy mniejszości Tutsi, władza w państwie przeszła w ręce opozycji popieranej przez stanowiących większość Hutu. Po oficjalnym ogłoszeniu wyników wyborów prezydenckich na ulice Bużumbury wyszły tysiące rozgoryczonych działaczy UPRONA oraz studentów Tutsi (4 czerwca). W nocy 2/3 lipca 1993 ppłk. Sylvestre Ningaba, były szef gabinetu Buyoyi, podjął próbę zamachu stanu, chcąc w ten sposób zahamować demokratyczne przemiany. Niedoszły pucz został jednak błyskawicznie stłumiony, a Ningaba i jego współpracownicy zostali aresztowani i uwięzieni.
Zaprzysiężenie Ndadaye nastąpiło 10 lipca 1993. Nowy prezydent usilnie starał się podkreślać, iż jest reprezentantem wszystkich Burundyjczyków. W przemówieniu wygłoszonym po tuż ogłoszeniu wyników wyborów oświadczył, iż jego wybór „nie był zwycięstwem żadnej pojedynczej grupy, lecz zwycięstwem demokracji”. 10 lipca 1993 powołał także rząd koalicyjny, w którym stanowisko premiera objęła Sylvie Kinigi – Tutsi, członkini UPRONA. W 23-osobowym gabinecie zasiadło czternastu Hutu i dziewięciu Tutsi, przy czym trzynaście tek ministerialnych przypadło przedstawicielom FRODEBU, a kolejnych sześć politykom UPRONA. Pokojowe przejęcie władzy przez Ndadaye i FRODEBU zostało przyjęte z wielkim uznaniem przez społeczność międzynarodową. Burundi uznano za „model dla wszystkich aspirujących demokracji” oraz wzór dla pozostałych państw kontynentu.
Zdominowana przez Tutsi armia nie pogodziła się jednak z utratą władzy. 21 października 1993 wojsko podjęło próbę puczu, w której trakcie zamordowano Ndadaye oraz kilku jego najbliższych współpracowników. Na wieść o śmierci prezydenta wieśniacy Hutu, kierowani w wielu wypadkach przez lokalnych działaczy FRODEBU, przystąpili do masowych pogromów Tutsi, w których trakcie zamordowano tysiące mężczyzn, kobiet i dzieci. W odwecie armia pod pozorem „przywracania pokoju i porządku” rozpoczęła zakrojone na szeroką skalę masakry Hutu. Owe wydarzenia zniszczyły rodzący się międzyetniczny konsensus oraz trwale zdestabilizowały państwo. Mimo prób znalezienia pokojowego rozwiązania konfliktu, podejmowanych w latach 1993–1996, sytuacja polityczna w Burundi stale się pogarszała, co doprowadziło ostatecznie do wybuchu otwartej wojny pomiędzy zdominowaną przez Tutsi armią a partyzanckimi ugrupowaniami Hutu. Liczba ofiar tego konfliktu szacowana jest na ok. 300 tys.